# Boströmsförbundet

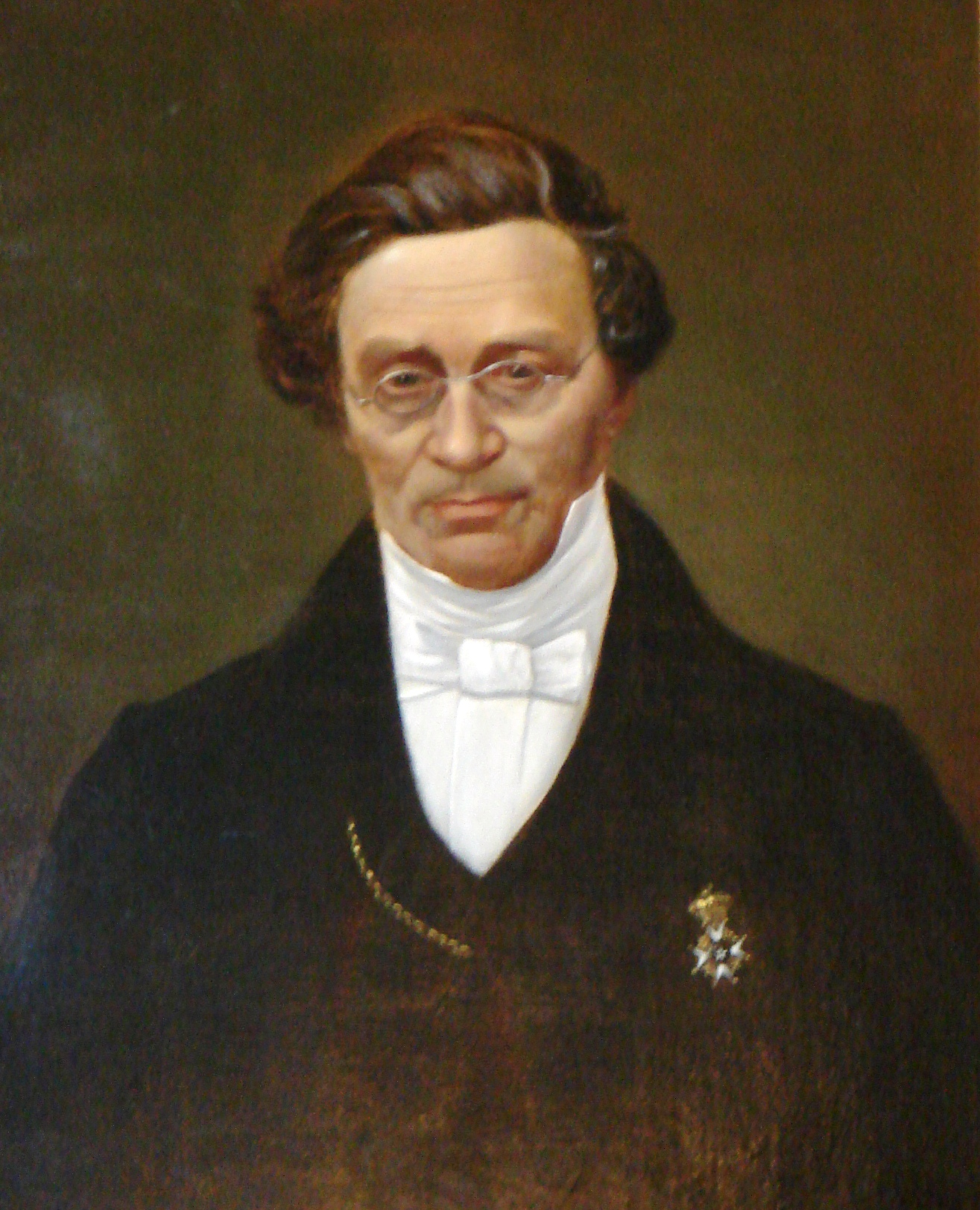
Christopher Jacob Boströms porträtt i olja målad av C.J. Hällström 1892.

Boströmsförbundet var en förening stiftad i augusti 1908 med uppgift att sprida kännedom om och bevara Christopher Jacob Boströms filosofi. 
Kyrkoherde M. E. Klingstedt kom med uppslaget att bilda förbundet, men dess egentliga grundare var Karl Pira, Eugen Schwartz och Gustaf Jakob Keijser. Styrelsen, som utgjordes av högst fyra personer, valde inom sig ordförande och kompletterade sig själv och var ensamt beslutande i förbundets angelägenheter. 
Boströmsförbundet syfte var att verka för "bekantgörande, bevarande och, så vitt möjligt, utvecklande av Boströms livsåskådning samt av hans strängt vetenskapliga läror", i detta syfte utgav förbundet en serie smärre skrifter i filosofiska, religiösa, etiska, politiska, pedagogiska och kulturhistoriska frågor i 45 häften från 1908 till 1918. Boströmsförbundet hade omkring 260 medlemmar 1922.
Tillträde till förbundet var i princip öppet för alla, men i praktiken utgjordes dess medlemmar av universitetsmän, lärare och lärarinnor, präster, tidningsmän, författare, militärer, civila ämbetsmän, läkare med flera.